# Sport Club Bagé
O Sport Club Bagé foi um clube de futebol brasileiro já extinto, da cidade de Bagé,Estado do Rio Grande do Sul.

## História

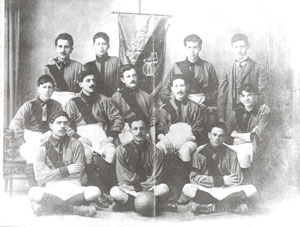
Equipe do SC Bagé, em 1906, fundado no dia 16 de setembro daquele ano. Este clube introduziu o futebol na cidade de Bagé e tinha como cores iniciais na bandeira o azul e branco, posteriormente foram adotados o amarelo e preto com a chegada de novos uniformes. Foi também o embrião do GE Bagé.

O Sport Club Bagé foi o clube que inaugurou o futebol em Bagé. 
Três diretores do Sport Club Rio Grande foram a Bagé e entraram em contato com Gedeão Ratto, comerciante e importador bageense, que mantinha relações comerciais com comerciantes de Rio Grande. Desta reunião resultou acerto para um amistoso, mas a equipe bageense não possuía um campo para a prática do novo esporte. Os organizadores do amistoso foram encontrar o presidente da Associação Rural de Bagé (Sr. Emílio Guilayn), e obtiveram a autorização para a realização da partida no parque de exposições da associação.

### A partida
Foi realizada na Associação Rural de Bagé. O gramado foi improvisado, na sede da Associação. A dimensão do campo foi demarcada com pá e colocadas as goleiras, apenas os postes, sem travessão. A arbitragem foi composta por três juízes e dois bandeirinhas.

### A fundação oficial
O então capitão do Rio Grande, Arthur Lawson, pediu a Gedeão Ratto que criasse um clube de futebol em Bagé. A ata foi lavrada no mesmo dia

## Primeiros jogos
O primeiro jogo oficial do S.C Bagé foi contra o próprio padrinho S.C Rio Grande, que terminou empatado e sem gols.
A segunda partida oficial foi contra o Pelotas, na qual o S.C Bagé venceu por 1 x 0, gol de Gedeão Ratto.

## Final das atividades
O Sport Club Bagé manteve-se ativo até 1914, quando alguns de seus fundadores abandonaram o esporte e outros foram jogar no Guarany.
Entretanto, com a fundação do Grêmio Esportivo Bagé, em 1920, os fundadores do Sport Club Bagé migraram para o novo clube amarelo e preto da cidade.